# Plectocomia
Plectocomia é um género botânico pertencente à família Arecaceae.